# Rohuküla
Koordinaten: 58° 54′ N, 23° 26′ O
Rohuküla (deutsch Rohho, schwedisch Rus bzw. um 1900 herum auch Roggokül) ist ein Dorf (estnisch küla) in der estnischen Stadtgemeinde Haapsalu (bis 2017: Landgemeinde Ridala) im Kreis Lääne. Es hat 51 Einwohner (Stand 31. Dezember 2011).

## Lage

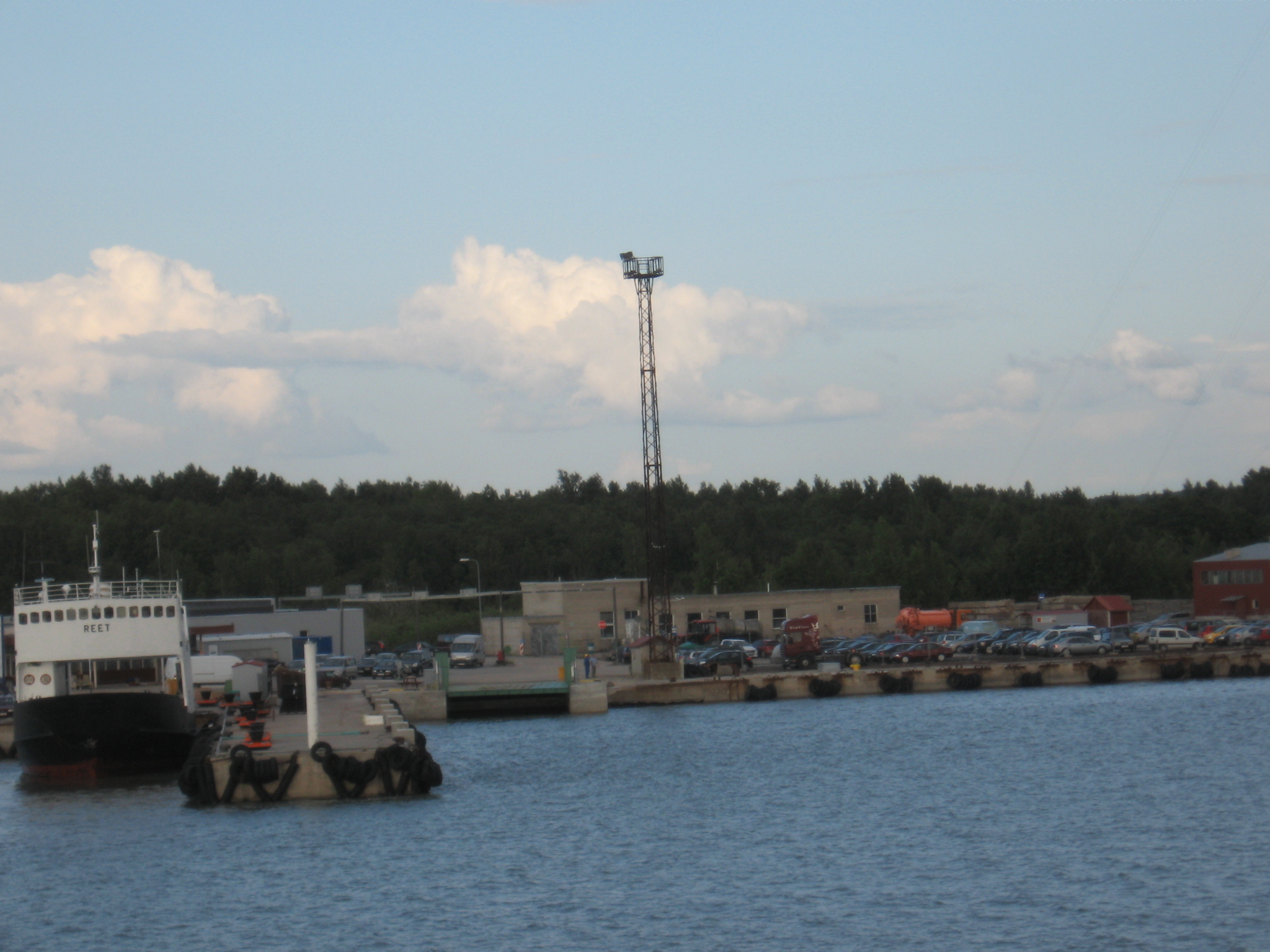
Hafen Rohuküla

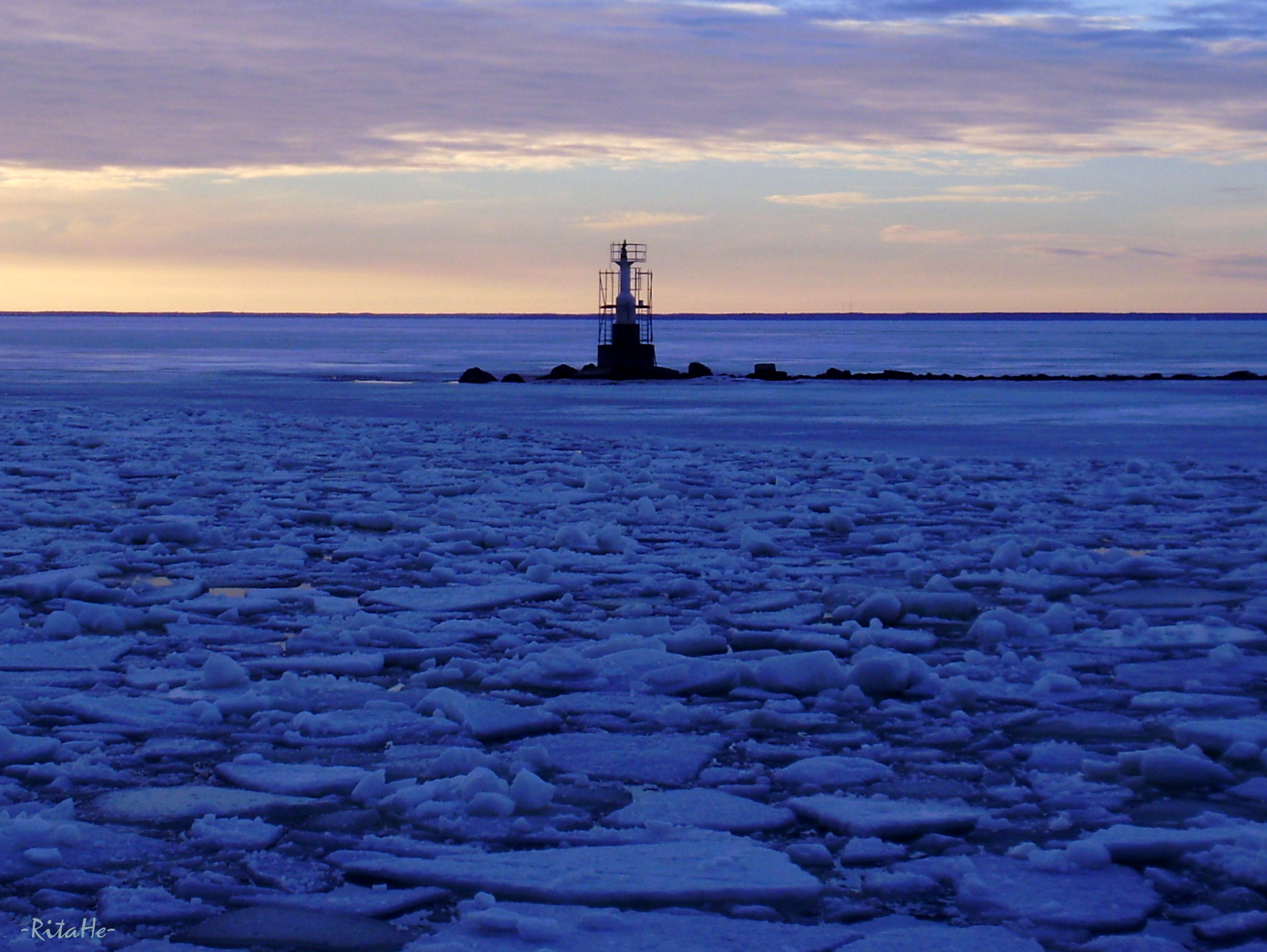
Eisschollen im Hafen

Rohuküla liegt direkt an der Ostsee, sieben Kilometer südwestlich der Kernstadt Haapsalu. Zum Gebiet der Gemeinde gehört auch die unbewohnte Insel Rukkirahu (deutsch Rukki) mit ihrem Richtfeuer.

## Geschichte
Rohuküla wurde erstmals als Landeplatz 1208 unter dem Namen Rokel gewähnt. Als Dorf ist der Ort seit 1524 (dorp Rhuesz) nachgewiesen. Während des Mittelalters lebten dort schwedischsprachige Freibauern.

## Hafen
Der Hafen von Rohuküla wurde während des Ersten Weltkriegs von der zaristischen Armee als Kriegshafen für kleinere Einheiten ausgebaut. Heute ist er nur noch als Handels- und Passagierhafen in Betrieb.
Von Rohuküla aus verkehren über das Väinameri Fähren auf die westestnischen Inseln Hiiumaa (Hafen Heltermaa) und Vormsi (Hafen Sviby). Im Winter können Fahrzeuge über die zugefrorene Ostsee auf einer markierten Autostraße die Inseln erreichen.